# Tênis nos Jogos Olímpicos de Verão de 2020 - Simples masculino
O torneio de simples masculino de tênis nos Jogos Olímpicos de Verão de 2020 foi disputado entre os dias 24 de julho e 1 de agosto de 2021 no Parque de Tênis de Ariake, localizado na ilha artificial de mesmo nome, no bairro de Koto, em Tóquio. Um total de 64 tenistas de 31 Comitês Olímpicos Nacionais (CON) participaram do evento.
Alexander Zverev, da Alemanha, derrotou Karen Khachanov do ROC na final, 6–4, 6–7(6–8), para conquistar a medalha de ouro. Foram as primeiras medalhas dos dois países no evento desde 2000 e o primeiro título para a Alemanha. Na disputa pela medalha de bronze, o espanhol Pablo Carreño Busta derrotou o sérvio Novak Djokovic por 6–4, 6–7(6–8), 6–3. No caminho da medalha, Carreño Busta derrotou os dois primeiros colocados da ranking – Daniil Medvedev, do ROC, e o próprio Djokovic.
O britânico Andy Murray era o atual bicampeão olímpico do evento, mas desistiu antes da primeira partida devido a uma distensão do quadríceps.

## Qualificação
Cada Comitê Olímpico Nacional (CON) poderia inscrever até quatro tenistas no torneio de simples, limite introduzido desde os Jogos Olímpicos de 2000. A qualificação se deu prioritariamente através do ranking da ATP de 7 de junho de 2021 com a definição de 56 vagas. Uma restrição adicional é que os competidores estariam elegíveis desde que tenham participado da Copa Davis entre 2017 e 2020 (com algumas exceções). Existem, no total, 64 vagas disponíveis.
Mais seis vagas estavam disponíveis por meio de quotas continentais: quatro por meio de eventos multiesportivos (duas nos Jogos Pan-Americanos de 2019, uma nos Jogos Asiáticos de 2018 e uma nos Jogos Pan-Africanos de 2019) e duas por meio do ranking mundial (uma para a Europa e Oceania de CONs sem tenistas ainda classificados). As quatro vagas continentais tiveram precedência sobre o ranking mundial, então os vencedores (João Menezes, Tomás Barrios Vera, Denis Istomin e Mohamed Safwat) não contavam entre os 56 classificados via ranking, mas eram considerados para o limite de quatro competidores por CON.
Houve garantia de uma vaga à nação anfitriã. Se o Japão conquistasse uma vaga pelo ranking mundial, a vaga seria realocada ao 57º melhor tenista no mesmo ranking.
Por fim, uma vaga foi reservada para um ex-campeão olímpico ou de Grand Slam ainda não classificado no ranking. Para preencher esse critério o jogador deveria ter ganho uma medalha de ouro olímpica ou uma final de Grand Slam em simples, estar entre os 300 melhores no ranking mundial e ser de um CON que ainda não tivesse qualificado quatro tenistas. Se vários jogadores atendessem a esses critérios, aquele com mais títulos se qualificariam; se ainda houvesse empate, o tenista com melhor ranking se qualificaria. Se nenhum jogador atendesse a esses critérios, a vaga seria realocada ao 57º ou 58º colocado do ranking. Para Tóquio, essa cota foi preenchida pelo bicampeão olímpico e três vezes vencedor de Grand Slam, Andy Murray.

## Formato
A competição consiste de um torneio de eliminação única, com os perdedores das semifinais disputando a medalha de bronze. As partidas são em melhor de três sets, com um desempate (tiebreak) sendo jogado em todos os sets ao chegar em 6–6, incluindo o último set da partida. Diferentemente das edições anteriores, a final masculina foi disputada igualmente em três sets, ao invés de cinco.

## Calendário
Horário local (UTC+9)
| Data                | Horário | Fase                |
| ------------------- | ------- | ------------------- |
| 24 de julho de 2021 | 11:00   | Primeira rodada     |
| 25 de julho de 2021 | 11:00   | Primeira rodada     |
| 26 de julho de 2021 | 11:00   | Segunda rodada      |
| 27 de julho de 2021 | 11:00   | Segunda rodada      |
| 28 de julho de 2021 | 11:00   | Oitavas de final    |
| 29 de julho de 2021 | 15:00   | Quartas de final    |
| 30 de julho de 2021 | 15:00   | Semifinal           |
| 31 de julho de 2021 | 15:00   | Disputa pelo bronze |
| 1 de agosto de 2021 | 15:00   | Final               |

## Medalhistas
| Ouro   | GER Alexander Zverev    |
| Prata  | ROC Karen Khachanov     |
| Bronze | ESP Pablo Carreño Busta |

## Cabeças de chave
01.   SRB Novak Djokovic (semifinal, quarto lugar)
02.   ROC Daniil Medvedev (quartas)
03.   GRE Stefanos Tsitsipas (oitavas)
04.   GER Alexander Zverev (campeão, medalha de ouro)
05.   ROC Andrey Rublev (primeira rodada)
06.   ESP Pablo Carreño Busta (semifinal, medalha de bronze)
07.   POL Hubert Hurkacz (segunda rodada)
08.   ARG Diego Schwartzman (oitavas)
09.   CAN Félix Auger-Aliassime (primeira rodada)
10.   FRA Gaël Monfils (primeira rodada)
11.   ROC Aslan Karatsev (segunda rodada)
12.   ROC Karen Khachanov (final, medalha de prata)
13.   ITA Lorenzo Sonego (segunda rodada)
14.   FRA Ugo Humbert (quartas)
15.   ITA Fabio Fognini (oitavas)
16.   ESP Alejandro Davidovich Fokina (oitavas)

## Resultados
A competição foi realizada ao longo de nove dias até a definição dos medalhistas:

### Legenda
| - Q = Qualifier - WC = Wild Card (convidado/a) - LL = Lucky Loser | - Alt = Alternate - SE = Special Exempt - PR = Protected Ranking (ranking protegido) | - w/o ou w.o. = Walkover (não compareceu) - r ou ab. = Retired (abandonou) - d = Defaulted (desclassificado) |

### Fase final
|  | Quartas de final | Quartas de final    | Quartas de final        | Quartas de final    | Quartas de final |                         |                      | Semifinal           | Semifinal           | Semifinal           | Semifinal           | Semifinal           |                     |  | Final | Final                   | Final | Final | Final |  |  |
|  |                  |                     |                         |                     |                  |                         |                      |                     |                     |                     |                     |                     |                     |  |       |                         |       |       |       |  |  |
|  | 1                | SRB Novak Djokovic  | 6                       | 6                   |                  |                         |                      |                     |                     |                     |                     |                     |                     |  |       |                         |       |       |       |  |  |
|  |                  | JPN Kei Nishikori   | 2                       | 0                   |                  |                         |                      |                     |                     |                     |                     |                     |                     |  |       |                         |       |       |       |  |  |
|  |                  | JPN Kei Nishikori   | 2                       | 0                   | 1                | SRB Novak Djokovic      | 6                    | 3                   | 1                   |                     |                     |                     |                     |  |       |                         |       |       |       |  |  |
|  |                  |                     |                         |                     |                  | SRB Novak Djokovic      | 6                    | 3                   | 1                   |                     |                     |                     |                     |  |       |                         |       |       |       |  |  |
|  |                  | 4                   | GER Alexander Zverev    | 1                   | 6                | 6                       |                      |                     |                     |                     |                     |                     |                     |  |       |                         |       |       |       |  |  |
|  | 4                | 4                   | GER Alexander Zverev    | 1                   | 6                | 6                       | GER Alexander Zverev | 6                   | 6                   |                     |                     |                     |                     |  |       |                         |       |       |       |  |  |
|  | 4                |                     |                         |                     |                  |                         | GER Alexander Zverev | 6                   | 6                   |                     |                     |                     |                     |  |       |                         |       |       |       |  |  |
|  |                  | FRA Jérémy Chardy   | 4                       | 1                   |                  |                         |                      |                     |                     |                     |                     |                     |                     |  |       |                         |       |       |       |  |  |
|  |                  |                     |                         |                     |                  |                         |                      |                     |                     |                     |                     |                     |                     |  | 4     | GER Alexander Zverev    | 6     | 6     |       |  |  |
|  |                  |                     | 12                      | ROC Karen Khachanov | 3                | 1                       |                      |                     |                     |                     |                     |                     |                     |  |       |                         |       |       |       |  |  |
|  | 12               | ROC Karen Khachanov | 7                       | 4                   | 6                |                         |                      |                     |                     |                     |                     |                     |                     |  |       |                         |       |       |       |  |  |
|  | 14               | FRA Ugo Humbert     | 64                      | 6                   | 3                |                         |                      |                     |                     |                     |                     |                     |                     |  |       |                         |       |       |       |  |  |
|  | 14               | FRA Ugo Humbert     | 64                      | 6                   | 3                |                         | 12                   | ROC Karen Khachanov | 6                   | 6                   |                     |                     |                     |  |       |                         |       |       |       |  |  |
|  |                  |                     |                         |                     |                  |                         | 12                   | ROC Karen Khachanov | 6                   | 6                   |                     |                     |                     |  |       |                         |       |       |       |  |  |
|  |                  | 6                   | ESP Pablo Carreño Busta | 3                   | 3                |                         |                      |                     | Disputa pelo bronze | Disputa pelo bronze | Disputa pelo bronze | Disputa pelo bronze | Disputa pelo bronze |  |       |                         |       |       |       |  |  |
|  | 6                | 6                   | ESP Pablo Carreño Busta | 3                   | 3                | ESP Pablo Carreño Busta | 6                    | 7                   | Disputa pelo bronze | Disputa pelo bronze | Disputa pelo bronze | Disputa pelo bronze | Disputa pelo bronze |  |       |                         |       |       |       |  |  |
|  | 6                |                     |                         |                     |                  | ESP Pablo Carreño Busta | 6                    | 7                   |                     |                     |                     |                     |                     |  |       |                         |       |       |       |  |  |
|  | 2                | ROC Daniil Medvedev | 2                       | 65                  |                  |                         |                      |                     |                     |                     |                     |                     |                     |  | 1     | SRB Novak Djokovic      | 4     | 78    | 3     |  |  |
|  |                  |                     |                         |                     |                  |                         |                      |                     |                     |                     |                     |                     |                     |  | 6     | ESP Pablo Carreño Busta | 6     | 6     | 6     |  |  |

### Chave superior

#### Chave 1
| Primeira rodada | Primeira rodada         | Primeira rodada | Primeira rodada | Primeira rodada |  |    | Segunda rodada          | Segunda rodada | Segunda rodada | Segunda rodada | Segunda rodada |  |  | Oitavas de final | Oitavas de final        | Oitavas de final | Oitavas de final | Oitavas de final |  |  | Quartas de final | Quartas de final | Quartas de final | Quartas de final | Quartas de final |
|                 |                         |                 |                 |                 |  |    |                         |                |                |                |                |  |  |                  |                         |                  |                  |                  |  |  |                  |                  |                  |                  |                  |
| 1               | SRB N Djokovic          | 6               | 6               |                 |  |    |                         |                |                |                |                |  |  |                  |                         |                  |                  |                  |  |  |                  |                  |                  |                  |                  |
|                 | BOL H Dellien           | 2               | 2               |                 |  |    | 1                       | SRB N Djokovic | 6              | 6              |                |  |  |                  |                         |                  |                  |                  |  |  |                  |                  |                  |                  |                  |
|                 | GER J-L Struff          | 6               | 6               |                 |  |    | GER J-L Struff          | 4              | 3              |                |                |  |  |                  |                         |                  |                  |                  |  |  |                  |                  |                  |                  |                  |
|                 | BRA T Monteiro          | 3               | 4               |                 |  |    |                         |                |                |                |                |  |  | 1                | SRB N Djokovic          | 6                | 6                |                  |  |  |                  |                  |                  |                  |                  |
|                 | ITA L Musetti           | 3               | 4               |                 |  |    |                         |                |                |                |                |  |  | 16               | ESP A Davidovich Fokina | 3                | 1                |                  |  |  |                  |                  |                  |                  |                  |
|                 | AUS J Millman           | 6               | 6               |                 |  |    |                         | AUS J Millman  | 4              | 7              | 3              |  |  |                  |                         |                  |                  |                  |  |  |                  |                  |                  |                  |                  |
|                 | POR P Sousa             | 3               | 0               |                 |  | 16 | ESP A Davidovich Fokina | 6              | 64             | 6              |                |  |  |                  |                         |                  |                  |                  |  |  |                  |                  |                  |                  |                  |
| 16              | ESP A Davidovich Fokina | 6               | 6               |                 |  |    |                         |                |                |                |                |  |  |                  |                         |                  |                  |                  |  |  | 1                | SRB N Djokovic   | 6                | 6                |                  |
| 10              | FRA G Monfils           | 4               | 6               | 5               |  |    |                         |                |                |                |                |  |  |                  |                         |                  |                  |                  |  |  |                  | JPN K Nishikori  | 2                | 0                |                  |
|                 | BLR I Ivashka           | 6               | 4               | 7               |  |    |                         | BLR I Ivashka  | 64             | 6              | 6              |  |  |                  |                         |                  |                  |                  |  |  |                  |                  |                  |                  |                  |
|                 | KAZ M Kukushkin         | 7               | 7               |                 |  |    | KAZ M Kukushkin         | 7              | 3              | 3              |                |  |  |                  |                         |                  |                  |                  |  |  |                  |                  |                  |                  |                  |
|                 | ARG F Coria             | 64              | 5               |                 |  |    |                         |                |                |                |                |  |  |                  | BLR I Ivashka           | 67               | 0                |                  |  |  |                  |                  |                  |                  |                  |
|                 | SVK N Gombos            | 64              | 6               | 2               |  |    |                         |                |                |                |                |  |  |                  | JPN K Nishikori         | 79               | 6                |                  |  |  |                  |                  |                  |                  |                  |
|                 | USA M Giron             | 7               | 3               | 6               |  |    |                         | USA M Giron    | 65             | 6              | 1              |  |  |                  |                         |                  |                  |                  |  |  |                  |                  |                  |                  |                  |
|                 | JPN K Nishikori         | 6               | 6               |                 |  |    | JPN K Nishikori         | 7              | 3              | 6              |                |  |  |                  |                         |                  |                  |                  |  |  |                  |                  |                  |                  |                  |
| 5               | ROC A Rublev            | 3               | 4               |                 |  |    |                         |                |                |                |                |  |  |                  |                         |                  |                  |                  |  |  |                  |                  |                  |                  |                  |

#### Chave 2
| Primeira rodada | Primeira rodada       | Primeira rodada | Primeira rodada | Primeira rodada |  |    | Segunda rodada | Segunda rodada     | Segunda rodada | Segunda rodada | Segunda rodada |  |  | Oitavas de final | Oitavas de final   | Oitavas de final | Oitavas de final | Oitavas de final |  |  | Quartas de final | Quartas de final | Quartas de final | Quartas de final | Quartas de final |
|                 |                       |                 |                 |                 |  |    |                |                    |                |                |                |  |  |                  |                    |                  |                  |                  |  |  |                  |                  |                  |                  |                  |
| 4               | GER A Zverev          | 6               | 6               |                 |  |    |                |                    |                |                |                |  |  |                  |                    |                  |                  |                  |  |  |                  |                  |                  |                  |                  |
| PR              | TPE Y-h Lu            | 1               | 3               |                 |  |    | 4              | GER A Zverev       | 6              | 6              |                |  |  |                  |                    |                  |                  |                  |  |  |                  |                  |                  |                  |                  |
|                 | COL DE Galán          | 7               | 6               |                 |  |    | COL DE Galán   | 2                  | 2              |                |                |  |  |                  |                    |                  |                  |                  |  |  |                  |                  |                  |                  |                  |
| ITF             | EGY M Safwat          | 5               | 1               |                 |  |    |                |                    |                |                |                |  |  | 4                | GER A Zverev       | 6                | 7                |                  |  |  |                  |                  |                  |                  |                  |
|                 | GEO N Basilashvili    | 6               | 6               |                 |  |    |                |                    |                |                |                |  |  |                  | GEO N Basilashvili | 4                | 65               |                  |  |  |                  |                  |                  |                  |                  |
|                 | ESP R Carballés Baena | 3               | 2               |                 |  |    |                | GEO N Basilashvili | 6              | 3              | 6              |  |  |                  |                    |                  |                  |                  |  |  |                  |                  |                  |                  |                  |
|                 | JPN T Daniel          | 6               | 6               | 63              |  | 13 | ITA L Sonego   | 4                  | 6              | 4              |                |  |  |                  |                    |                  |                  |                  |  |  |                  |                  |                  |                  |                  |
| 13              | ITA L Sonego          | 4               | 78              | 7               |  |    |                |                    |                |                |                |  |  |                  |                    |                  |                  |                  |  |  | 4                | GER A Zverev     | 6                | 6                |                  |
| 11              | ROC A Karatsev        | 6               | 6               |                 |  |    |                |                    |                |                |                |  |  |                  |                    |                  |                  |                  |  |  |                  | FRA J Chardy     | 4                | 1                |                  |
|                 | USA T Paul            | 3               | 2               |                 |  |    | 11             | ROC A Karatsev     | 5              | 6              | 3              |  |  |                  |                    |                  |                  |                  |  |  |                  |                  |                  |                  |                  |
|                 | FRA J Chardy          | 6               | 7               |                 |  |    | FRA J Chardy   | 7                  | 4              | 6              |                |  |  |                  |                    |                  |                  |                  |  |  |                  |                  |                  |                  |                  |
| ITF             | CHI T Barrios Vera    | 1               | 64              |                 |  |    |                |                    |                |                |                |  |  |                  | FRA J Chardy       | 7                | 4                | 6                |  |  |                  |                  |                  |                  |                  |
|                 | ARG F Cerúndolo       | 5               | 7               | 2               |  |    |                |                    |                |                |                |  |  | ITF              | GBR L Broady       | 63               | 6                | 1                |  |  |                  |                  |                  |                  |                  |
| ITF             | GBR L Broady          | 7               | 64              | 6               |  |    | ITF            | GBR L Broady       | 7              | 3              | 6              |  |  |                  |                    |                  |                  |                  |  |  |                  |                  |                  |                  |                  |
| Alt             | AUS L Saville         | 2               | 4               |                 |  | 7  | POL H Hurkacz  | 5                  | 6              | 3              |                |  |  |                  |                    |                  |                  |                  |  |  |                  |                  |                  |                  |                  |
| 7               | POL H Hurkacz         | 6               | 6               |                 |  |    |                |                    |                |                |                |  |  |                  |                    |                  |                  |                  |  |  |                  |                  |                  |                  |                  |

### Chave inferior

#### Chave 3
| Primeira rodada | Primeira rodada     | Primeira rodada | Primeira rodada | Primeira rodada |  |     | Segunda rodada   | Segunda rodada    | Segunda rodada | Segunda rodada | Segunda rodada |  |  | Oitavas de final | Oitavas de final  | Oitavas de final | Oitavas de final | Oitavas de final |  |  | Quartas de final | Quartas de final | Quartas de final | Quartas de final | Quartas de final |
|                 |                     |                 |                 |                 |  |     |                  |                   |                |                |                |  |  |                  |                   |                  |                  |                  |  |  |                  |                  |                  |                  |                  |
| 8               | ARG D Schwartzman   | 7               | 6               |                 |  |     |                  |                   |                |                |                |  |  |                  |                   |                  |                  |                  |  |  |                  |                  |                  |                  |                  |
| ITF             | PER JP Varillas     | 5               | 4               |                 |  |     | 8                | ARG D Schwartzman | 6              | 7              |                |  |  |                  |                   |                  |                  |                  |  |  |                  |                  |                  |                  |                  |
| ITF             | CZE T Macháč        | 65              | 6               | 6               |  | ITF | CZE T Macháč     | 4                 | 5              |                |                |  |  |                  |                   |                  |                  |                  |  |  |                  |                  |                  |                  |                  |
|                 | POR J Sousa         | 7               | 4               | 4               |  |     |                  |                   |                |                |                |  |  | 8                | ARG D Schwartzman | 1                | 6                | 1                |  |  |                  |                  |                  |                  |                  |
| Alt             | SVK L Klein         | 7               | 3               | 64              |  |     |                  |                   |                |                |                |  |  | 12               | ROC K Khachanov   | 6                | 2                | 6                |  |  |                  |                  |                  |                  |                  |
|                 | AUS J Duckworth     | 5               | 6               | 7               |  |     |                  | AUS J Duckworth   | 5              | 1              |                |  |  |                  |                   |                  |                  |                  |  |  |                  |                  |                  |                  |                  |
|                 | JPN Y Nishioka      | 6               | 1               | 2               |  | 12  | ROC K Khachanov  | 7                 | 6              |                |                |  |  |                  |                   |                  |                  |                  |  |  |                  |                  |                  |                  |                  |
| 12              | ROC K Khachanov     | 3               | 6               | 6               |  |     |                  |                   |                |                |                |  |  |                  |                   |                  |                  |                  |  |  | 12               | ROC K Khachanov  | 7                | 4                | 6                |
| 14              | FRA U Humbert       | 7               | 6               |                 |  |     |                  |                   |                |                |                |  |  |                  |                   |                  |                  |                  |  |  | 14               | FRA U Humbert    | 64               | 6                | 3                |
|                 | ESP P Andújar       | 63              | 1               |                 |  |     | 14               | FRA U Humbert     | 4              | 7              | 7              |  |  |                  |                   |                  |                  |                  |  |  |                  |                  |                  |                  |                  |
|                 | POL K Majchrzak     | 4               | 2               |                 |  |     | SRB M Kecmanović | 6                 | 65             | 5              |                |  |  |                  |                   |                  |                  |                  |  |  |                  |                  |                  |                  |                  |
|                 | SRB M Kecmanović    | 6               | 6               |                 |  |     |                  |                   |                |                |                |  |  | 14               | FRA U Humbert     | 2                | 7                | 6                |  |  |                  |                  |                  |                  |                  |
|                 | KOR S-w Kwon        | 3               | 2               |                 |  |     |                  |                   |                |                |                |  |  | 3                | GRE S Tsitsipas   | 6                | 64               | 2                |  |  |                  |                  |                  |                  |                  |
|                 | USA F Tiafoe        | 6               | 6               |                 |  |     |                  | USA F Tiafoe      | 3              | 4              |                |  |  |                  |                   |                  |                  |                  |  |  |                  |                  |                  |                  |                  |
| PR              | GER P Kohlschreiber | 3               | 6               | 3               |  | 3   | GRE S Tsitsipas  | 6                 | 6              |                |                |  |  |                  |                   |                  |                  |                  |  |  |                  |                  |                  |                  |                  |
| 3               | GRE S Tsitsipas     | 6               | 3               | 6               |  |     |                  |                   |                |                |                |  |  |                  |                   |                  |                  |                  |  |  |                  |                  |                  |                  |                  |

#### Chave 4
| Primeira rodada | Primeira rodada       | Primeira rodada | Primeira rodada | Primeira rodada |  |     | Segunda rodada  | Segunda rodada      | Segunda rodada | Segunda rodada | Segunda rodada |  |  | Oitavas de final | Oitavas de final    | Oitavas de final | Oitavas de final | Oitavas de final |  |  | Quartas de final | Quartas de final    | Quartas de final | Quartas de final | Quartas de final |
|                 |                       |                 |                 |                 |  |     |                 |                     |                |                |                |  |  |                  |                     |                  |                  |                  |  |  |                  |                     |                  |                  |                  |
| 6               | ESP P Carreño Busta   | 7               | 6               |                 |  |     |                 |                     |                |                |                |  |  |                  |                     |                  |                  |                  |  |  |                  |                     |                  |                  |                  |
|                 | USA T Sandgren        | 5               | 2               |                 |  |     | 6               | ESP P Carreño Busta | 5              | 6              | 6              |  |  |                  |                     |                  |                  |                  |  |  |                  |                     |                  |                  |                  |
|                 | CRO M Čilić           | 65              | 7               | 79              |  |     | CRO M Čilić     | 7                   | 4              | 4              |                |  |  |                  |                     |                  |                  |                  |  |  |                  |                     |                  |                  |                  |
| ITF             | BRA J Menezes         | 7               | 5               | 67              |  |     |                 |                     |                |                |                |  |  | 6                | ESP P Carreño Busta | 79               | 6                |                  |  |  |                  |                     |                  |                  |                  |
|                 | GER D Koepfer         | 3               | 6               | 7               |  |     |                 |                     |                |                |                |  |  |                  | GER D Koepfer       | 67               | 3                |                  |  |  |                  |                     |                  |                  |                  |
|                 | ARG F Bagnis          | 6               | 3               | 5               |  |     |                 | GER D Koepfer       | 6              | 6              |                |  |  |                  |                     |                  |                  |                  |  |  |                  |                     |                  |                  |                  |
| Alt             | AUS M Purcell         | 6               | 7               |                 |  | Alt | AUS M Purcell   | 3                   | 0              |                |                |  |  |                  |                     |                  |                  |                  |  |  |                  |                     |                  |                  |                  |
| 9               | CAN F Auger-Aliassime | 4               | 62              |                 |  |     |                 |                     |                |                |                |  |  |                  |                     |                  |                  |                  |  |  | 6                | ESP P Carreño Busta | 6                | 7                |                  |
| 15              | ITA F Fognini         | 6               | 6               |                 |  |     |                 |                     |                |                |                |  |  |                  |                     |                  |                  |                  |  |  | 2                | ROC D Medvedev      | 2                | 65               |                  |
|                 | JPN Y Sugita          | 4               | 3               |                 |  |     | 15              | ITA F Fognini       | 6              | 7              |                |  |  |                  |                     |                  |                  |                  |  |  |                  |                     |                  |                  |                  |
|                 | BLR E Gerasimov       | 4               | 6               | 6               |  |     | BLR E Gerasimov | 4                   | 64             |                |                |  |  |                  |                     |                  |                  |                  |  |  |                  |                     |                  |                  |                  |
|                 | FRA G Simon           | 6               | 3               | 4               |  |     |                 |                     |                |                |                |  |  | 15               | ITA F Fognini       | 2                | 6                | 2                |  |  |                  |                     |                  |                  |                  |
| ITF             | IND S Nagal           | 6               | 6               | 6               |  |     |                 |                     |                |                |                |  |  | 2                | ROC D Medvedev      | 6                | 3                | 6                |  |  |                  |                     |                  |                  |                  |
| ITF             | UZB D Istomin         | 4               | 78              | 4               |  |     | ITF             | IND S Nagal         | 2              | 1              |                |  |  |                  |                     |                  |                  |                  |  |  |                  |                     |                  |                  |                  |
|                 | KAZ A Bublik          | 4               | 68              |                 |  | 2   | ROC D Medvedev  | 6                   | 6              |                |                |  |  |                  |                     |                  |                  |                  |  |  |                  |                     |                  |                  |                  |
| 2               | ROC D Medvedev        | 6               | 710             |                 |  |     |                 |                     |                |                |                |  |  |                  |                     |                  |                  |                  |  |  |                  |                     |                  |                  |                  |